# Медумские гуси
Медумские гуси, или гуси из Медума, — известный фрагмент монументальной росписи из гробницы египетского принца Нефермаата, находящейся в мастабе №16 в Медуме. В настоящее время находится в Каирском музее.

## История открытия и атрибуция
Примерной датой создания фриза является 2550 год до нашей эры, это начало IV династии (Древнее царство).
Сцена была найдена в 1871 году египтологами Огюстом Мариетом (Франция) и Луиджи Вассалли (Италия) и снята ими со стены для того, чтобы перенести в музей. В музее Метрополитен хранится детальное факсимиле сцены, по которому можно также судить о высоком уровне живописного мастерства оригинала.
В исследовании 2015 года, сделанном итальянским египтологом Франческо Тирадритти (Francesco Tiradritti) из университета Коре в Энне и опубликованном на сайте LiveScience, выдвинуто предположение, что медумские гуси являются подделкой XIX века, возможно, созданной Вассалли. Претензии Тирадритти были вскоре опровергнуты Захи Хавассом и другими известными египтологами.

## Техника и манера

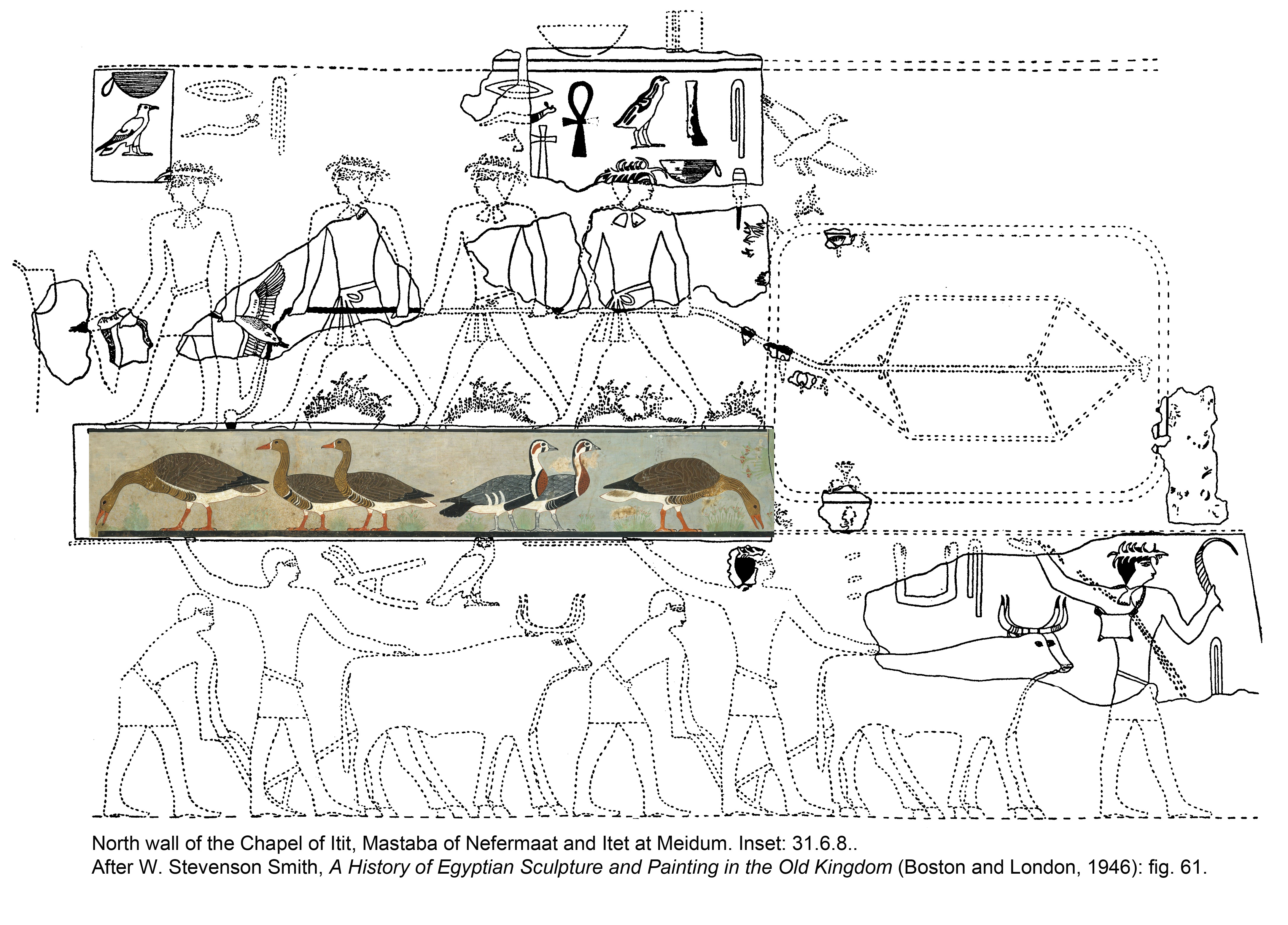
Реконструкция росписи всей стены и местоположения в ней фрагмента с гусями

Размеры фриза 162 х 24 см — это не самостоятельная роспись, а фрагмент более обширной сцены. Она располагается на северной стене часовни Итети, жены Нефермаата, и изображает редкую для этого периода сцену ловли птиц.
Эта сцена уникальна во многих аспектах: и своей иконографией, и натуралистической трактовкой животных, и техникой живописи. Последняя напоминает технологию сухой фрески, однако скорее находится на стыке живописи и инкрустации: сначала в камне вырезался силуэт, затем он заполнялся красочной пастой. Такая технологически сложная работа оказывалась недолговечной, так как после высыхания паста крошилась и местами осыпалась. Вероятнее всего, что именно это несовершенство привело к отказу от дальнейшего использования подобной методики.
Сцена изображает в реалистическом ключе шесть гусей: три показаны слева, а три — справа. Гусь в египетской религии является символом бога земли Геба. Композиция организована по принципу зеркальной симметрии и делится на две равных части, каждая из которых состоит из группы с тремя гусями: крайние птицы изображены щиплющими траву. При этом художник мастерски избегает однообразности, создавая некоторые различия в оперении птиц и изображая разнообразную растительность. Яркие локальные пятна цветов создают непосредственное и живое впечатление от живописи, а для достижения эффекта глубины, гуси изображены в два плана, накладывающиеся друг на друга. Что характерно, группа из трёх птиц на самом деле означает множество гусей, так как число «три» представляет множество в египетском письменности.  Этот пример египетской живописи считается общепризнанным шедевром, который даже сравнивается с Джокондой.

## Вклад в биологию

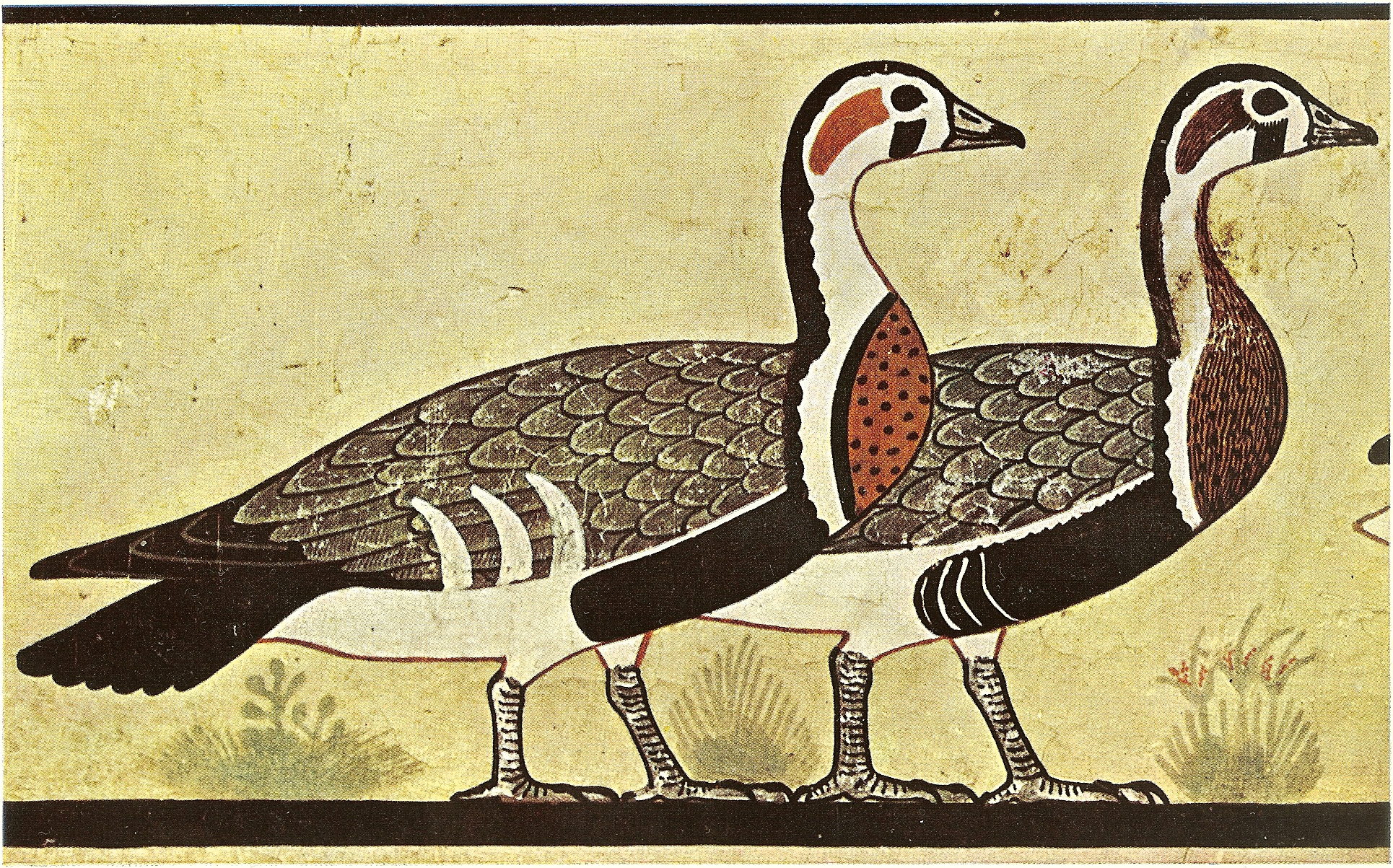
Фрагмент фриза с изображением краснозобых казарок

Искусство Древнего царства придавало самое пристальное внимание деталям растений и животных, поэтому даже сегодня возможна идентификация видов гусей на фризе, что немаловажно для изучения флоры и фауны Древнего Египта. Две птицы по краям являются представителями вида гуся-гуменника (Anser fabalis) (или, скорее всего, серого гуся (Anser anser), поскольку клюв целиком оранжевый), пара слева относится к виду белолобый гусь (Anser albifrons), а пара справа — к виду краснозобая казарка (Branta ruficollis).